# هنري كينغ (موسيقي)
هنري كينغ (بالإنجليزية: Henry King)‏ هو موسيقي أمريكي، ولد في 1906، وتوفي في 8 أغسطس 1974.

## وصلات خارجية
- هنري كينغ على موقع IMDb (الإنجليزية)
- هنري كينغ على موقع ميوزك برينز (الإنجليزية)
- هنري كينغ على موقع قاعدة بيانات الأفلام السويدية (السويدية)
- هنري كينغ على موقع أول ميوزيك (الإنجليزية)
- هنري كينغ على موقع ديسكوغز (الإنجليزية)
- هنري كينغ على موقع كينوبويسك (الروسية)